# Куріно Сін'їтіро
Куріно Сін'їтіро  (яп. 栗野慎一郎, 29 листопада 1851, Фукуока, Сьогунат Токугава — 15 листопада 1937, Японська імперія)  — японський дипломат періодів Мейдзі та Тайшо, був надзвичайним посланником і повноважним міністром Японії в США (1894—1896) і в Росії, а також надзвичайним і повноважним послом у Франції.

## Життєпис
Народився 29 листопада 1851 в князівстві Фукуока, нинішній район Тюо-ку, місто Фукуока, префектура Фукуока, був старшим сином у сім'ї сихана содзюцу Куріно Коуемона. Його дитячим ім'ям було Нобору. Здобув початкову освіту в одній із найстаріших шкіл Японії, ханській школі Сююкан, після якої навчався ханьської філології, японським та голландським наукам.
У 1865 Курода Нагахіро, 11 даймьо князівства Фукуока і великий прихильник розвитку в Японії західних наук, вибрав Куріно для відправки студентом до школи англійської мови в Нагасакі. Він навчався у відомого викладача Га Норіюкі (Рейсі). Разом з ним також навчалися Муцу Мунеміцу, Такаміне Дзьокіті , Ямагуті Масука , Йосікава Акімаса та інші.
У 1867 ув'язнений в Шестикутній в'язниці в Кіото у зв'язку з вбивством британського моряка. Вийшов на волю в 1869, але не потрапив до місії Івакури. Він активно вивчав англійську мову під керівництвом Хірагі Йосімото в Токіо, в 1875 вступив до Гарвардського університету і отримав там магістерський диплом. У Гарвардському університеті познайомився з Канеко Кентаро, а також Даном Такумою, який навчався в Массачусетському технологічному інституті в Бостоні.
У 1881 закінчив Гарвардський університет і повернувся до Японії, і в грудні того ж року вступив на роботу до Міністерства закордонних справ Японії.

## Галерея

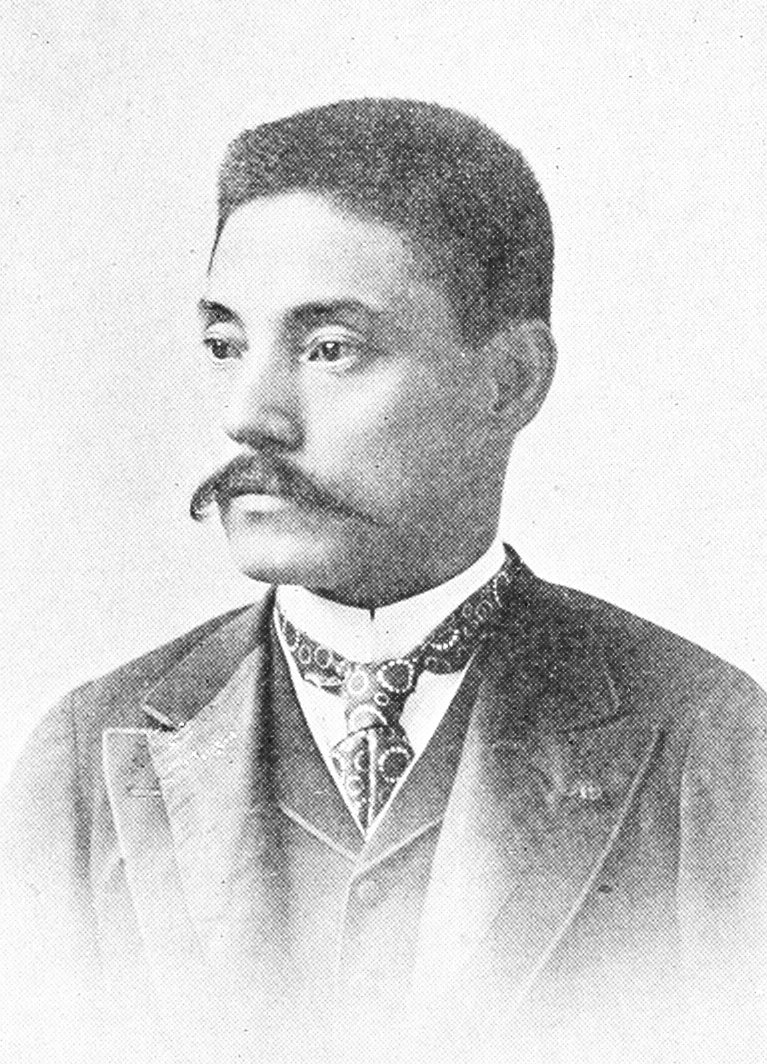
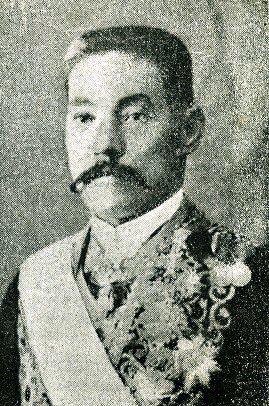
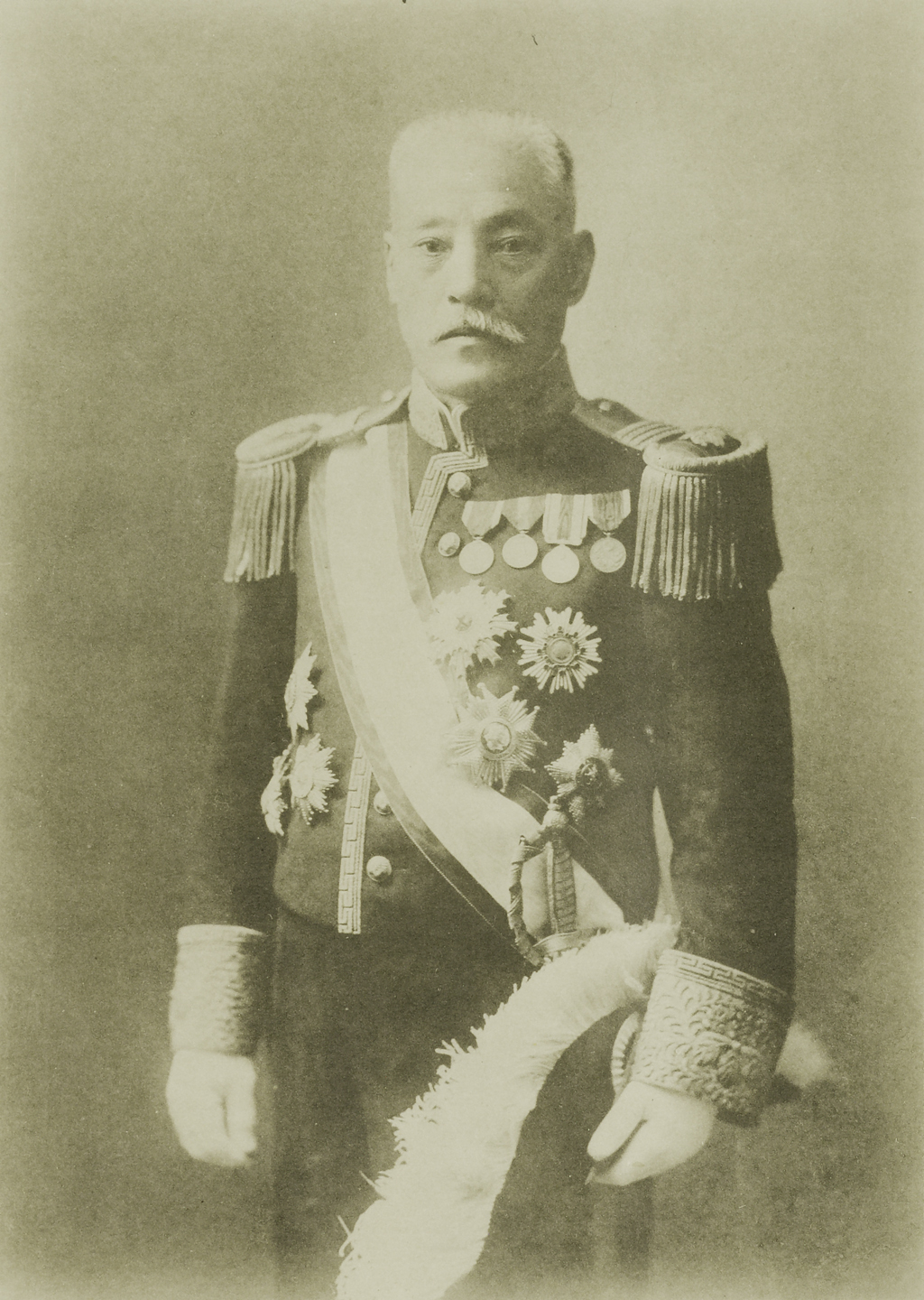
Бл. 1937
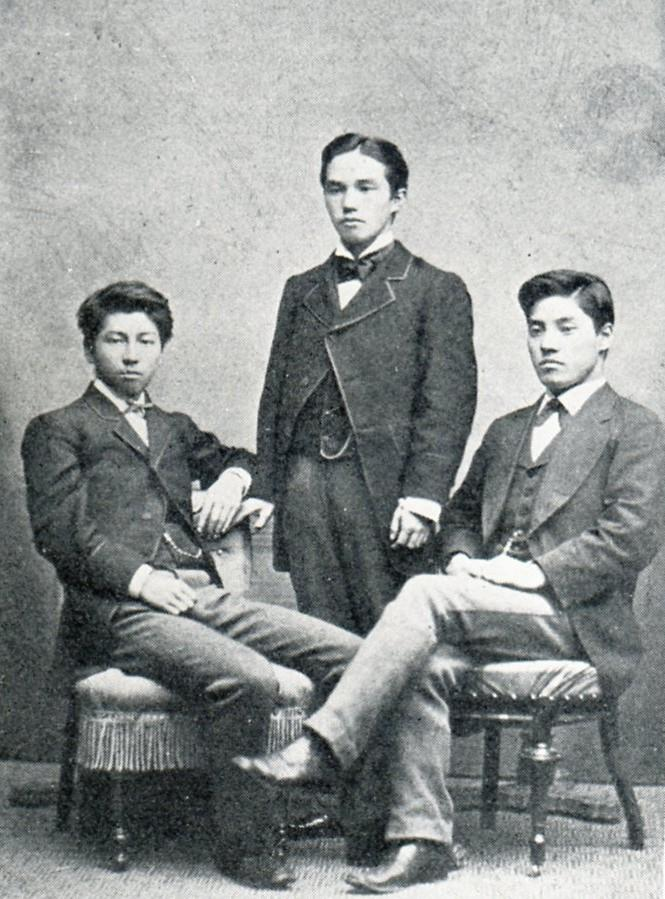
Куріно Сін'їтіро (справа), під час навчання у Гарвардському університеті, з близькими друзямиКанеко Кентаро[en] (середній), Дан Такума[en] (ліворуч)